# Bayeux
För andra betydelser, se Bayeux (olika betydelser).
Bayeux är en kommun i departementet Calvados i Normandie i regionen Normandie i norra Frankrike. Kommunen ligger i kantonen Bayeux som ligger i arrondissementet Bayeux. År 2022 hade Bayeux 12 754 invånare. Bayeux är beläget cirka 10 kilometer från kusten rakt söder om Arromanches och är en av de första franska städer som befriades av de allierade styrkorna i samband med Operation Overlord.
Staden är känd för den drygt 70 meter långa och cirka 50 cm breda Bayeuxtapeten. Den innehåller 72 scener, som beskriver Vilhelm Erövrarens fälttåg mot England och slaget vid Hastings 1066. Ursprunget har alltid varit omdiskuterat, men den anses ha tillkommit i slutet av 1000-talet. Den förvaras nu bakom glas i Musée de la Tapisserie de Bayeux i Bayeux.

## Befolkningsutveckling
Antalet invånare i kommunen Bayeux
Referens: INSEE

## Galleri

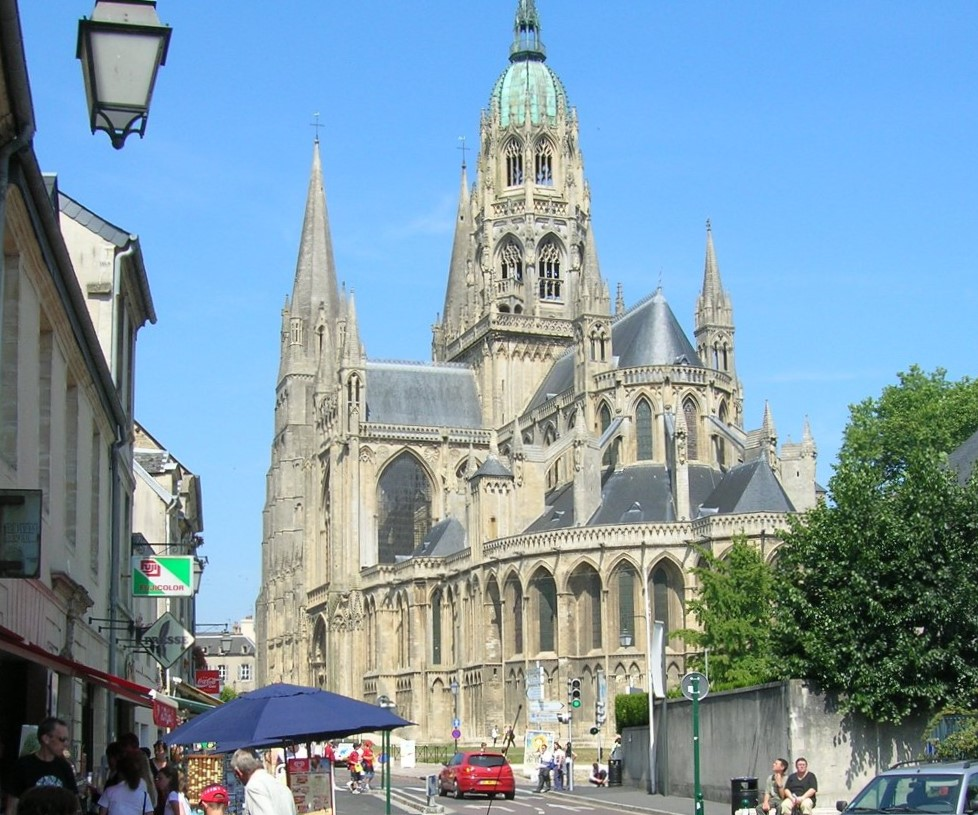
Katedralen
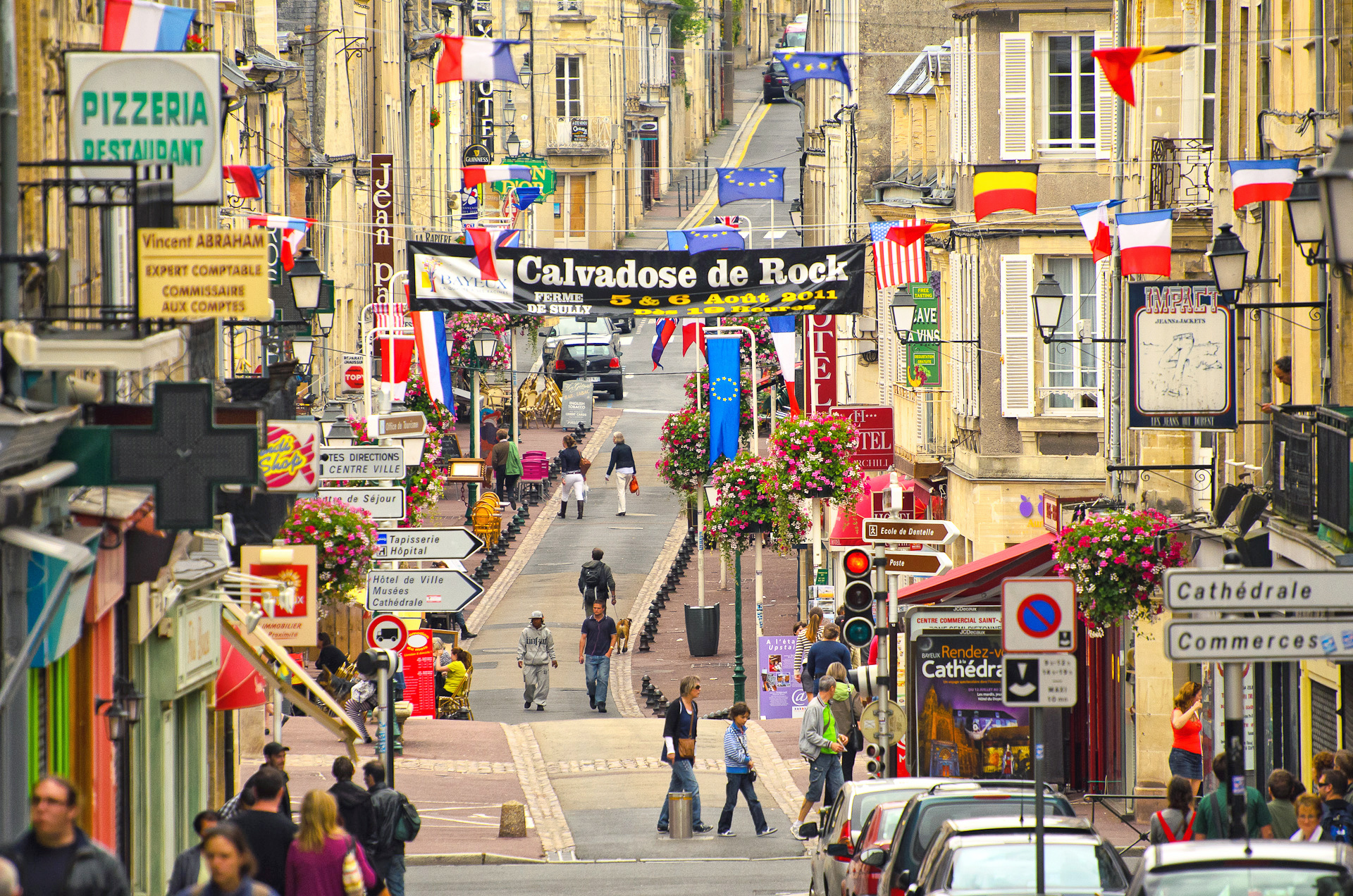
Nya stan
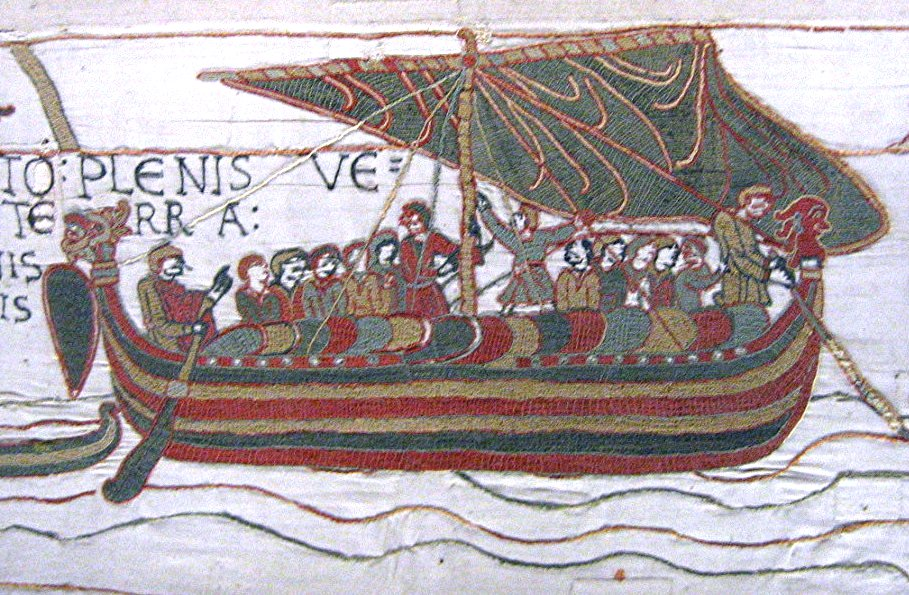
Bayeuxtapeten
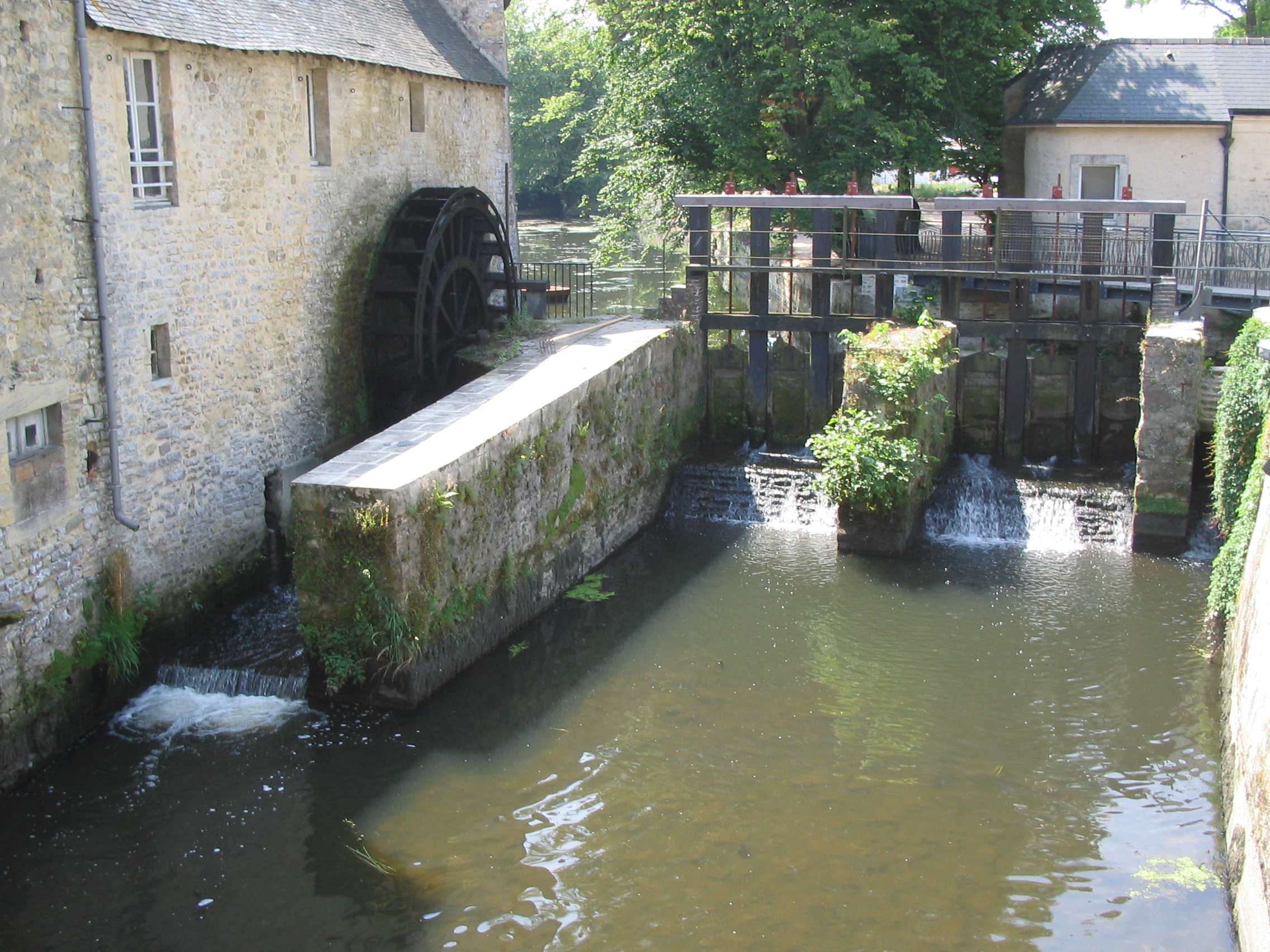
Den gamla kvarnen
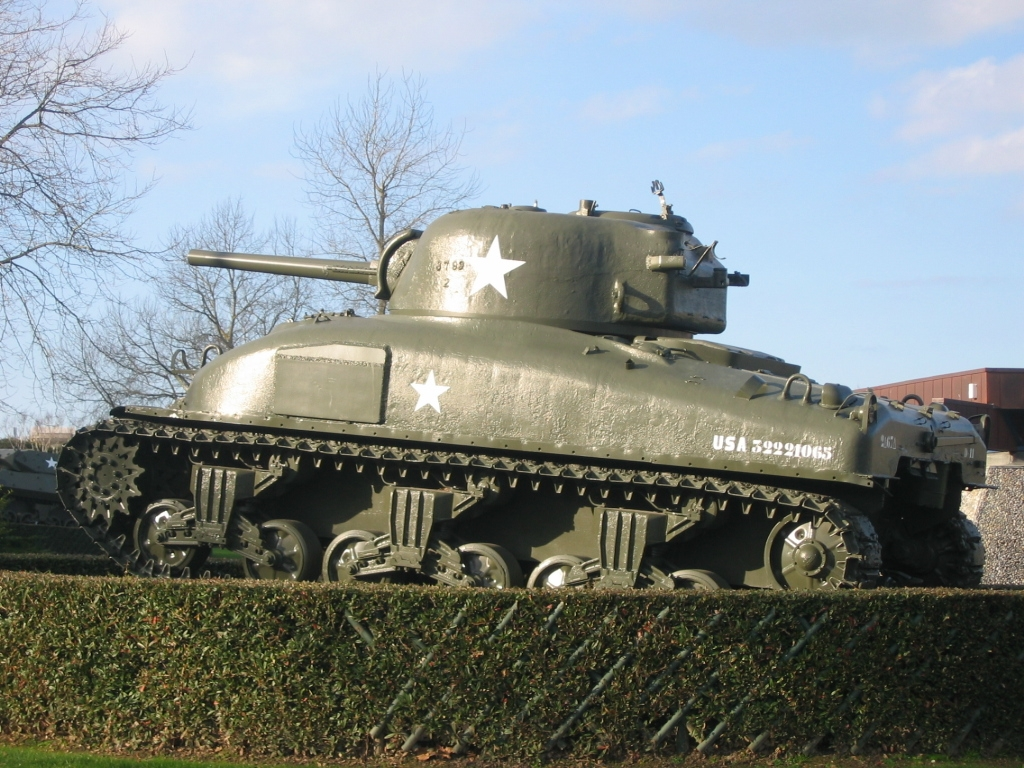
Stridsvagn från invasionen i Normandie